# 山梨県立石和高等学校
山梨県立石和高等学校（やまなしけんりついさわこうとうがっこう）は、山梨県笛吹市石和町市部に所在した公立の高等学校。
文化祭は「和高祭」という。

## 設置学科
- 普通科
- 国際教養科

## 沿革
- 1895年4月11日 - 山梨県養蚕教習所として開校。
- 1896年3月19日 - 山梨蚕業学校に改称。
- 1922年4月1日 - 山梨県へ移管、山梨県立蚕業学校に改称。
- 1929年3月18日 - 女子部を併設。
- 1944年3月15日 - 山梨県立農蚕学校に改称。男子部に農蚕科、農業土木科を設置。
- 1948年
  - 4月1日 - 学制改革により、山梨県立農蚕高等学校となる。園芸科を設置。
  - 9月1日 - 定時制農業科を設置。八代分校を設置、定時制農業家庭科を置く。
- 1949年9月1日 - 定時制農業家庭科を設置。
- 1950年
  - 4月1日 - 山梨県立石和高等学校に改称。普通科、農業科、被服科を設置、農村家庭科を廃止。
  - 8月25日 - 峡東分校を設置、定時制普通科、農業科を置く。
- 1951年4月1日 - 峡東分校に家庭科を設置。
- 1952年4月1日 - 被服科を家庭科に転科、商業科を設置。
- 1959年4月 - 野球部が甲子園（第31回選抜高等学校野球大会）初出場。1回戦敗退
- 1961年4月1日 - 農業課程を山梨県立山梨園芸高等学校として分離独立。
- 1965年4月1日 - 商業科、家庭科を廃止。
- 1997年4月1日 - 国際教養科を設置。
- 2010年4月1日 - 山梨園芸高等学校と再統合し、山梨県立笛吹高等学校に改称。
- 2012年
  - 3月1日 - 第62回卒業証書授与式と閉校式を挙行し、閉校。
  - 3月31日 - 条例上完全に閉校となる。

## 部活動
アマチュア無線呼出符号JR1ZBEが存在した。

## 出身者
- 藤巻亮太（レミオロメン、ボーカル、ギター）
- 前田啓介（レミオロメン、ベース、コーラス）※中退
- 神宮司治（レミオロメン、ドラム、コーラス）
- 前田タクヤ（ミュージシャン、風カヲル時）
- 鈴木政一（サッカー選手・指導者、ジュビロ磐田元監督）
- 藤巻清志（元競輪選手）
- 宮川博人（空手家、世界新実戦空手道機構宮川道場館長）
- 山下政樹（笛吹市市長）
- 八代英太（帝京平成大学教授、元参議院議員、元衆議院議員、元郵政大臣）
- 久保川達也（東京大学教授）

## アクセス
- JR中央本線：石和温泉駅徒歩25分